# 474 North Lake Shore Drive

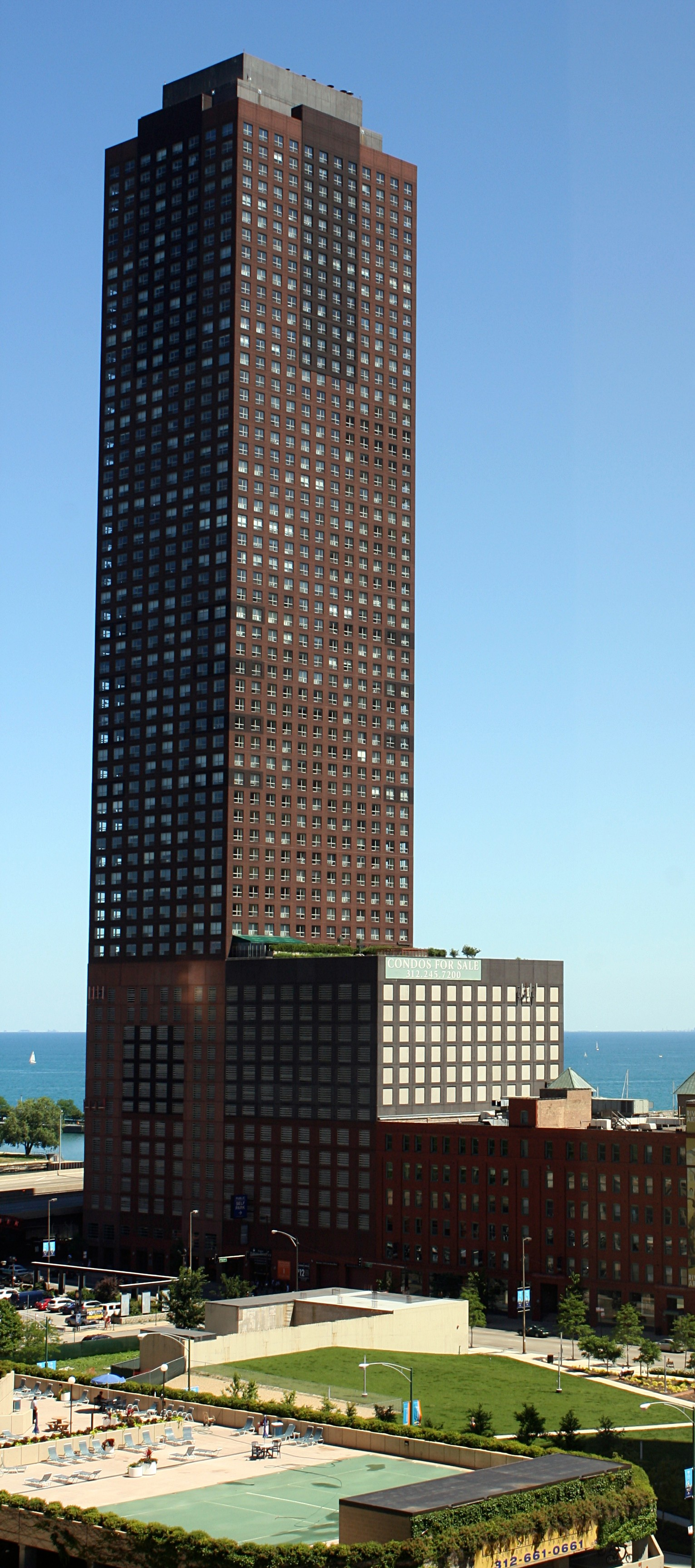
Le 474 N. Lake Shore Dr.

Le 474 North Lake Shore Drive (anciennement connu sous le nom de North Pier Apartments) est un gratte-ciel résidentiel de la ville de Chicago, dans l'État de l'Illinois aux États-Unis. Haut de 177 mètres, il se trouve le long de Lake Shore Drive en bordure du lac Michigan dans le quartier de Streeterville, au sud-est du secteur de Near North Side.

## Description
Le bâtiment a été désigné par la firme d'architectes Dubin Black and Moutoussamy et est devenu la 43e plus haute tour de la ville à son achèvement en 1990. Immeuble intégralement résidentiel, il possède 61 étages pour une hauteur totale de 177 m (581 pieds). 